# 에로민첼라어
에로민첼라어(바스크어: Erromintxela)는 스페인 바스크 지방에 사는 로마인(집시)들이 쓰는 언어로, 로마어 어휘에 바스크어 문법이 섞인 특징을 보이는 혼합 언어이다. 현재 이 언어를 쓰는 사람들은 라부르(Labourd) 해안 및 소울레, 나바레, 기푸즈코아, 비스케이 등의 산악 지대에 살고 있다. 보통 스페인어로는 Caló Vasco , 영어로는 Basque Caló라고 부르는데, 칼로란 스페인어 문법에 로마어 어휘가 섞인 언어를 말한다.

## 어원
에로민첼라라는 말의 확실한 어원은 불분명하지만, 비교적 근래에 생긴 단어로 생각되며, 원래 그 말을 쓰는 사람들 스스로가 부르는 명칭은 아니었다. 바스크 지방에 사는 로마인을 가리키는 바스크어로는 ijitoak(이집트인이란 뜻), ungrianok(헝가리인이란 뜻), buhameak(보헤미아인이란 뜻) 같은 말이 있었다. 바스크어로 순례자를 뜻하는 erromes와 말하다(speech)를 뜻하는 mintzaira와 관련이 있다고도 한다.

## 같이 보기
- 칼로어(Caló)
- 카스카로트인(Cascarots)